# Sport de combat de percussion-préhension
 (mai 2016).

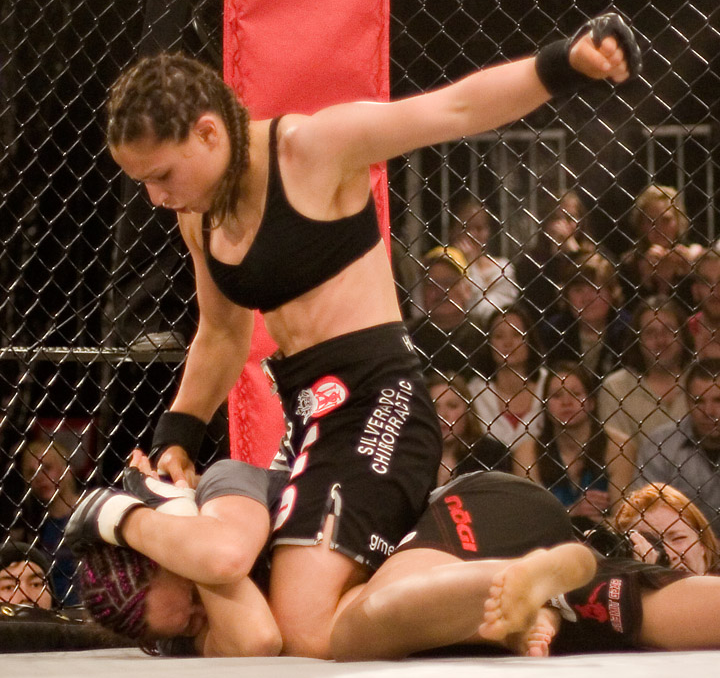
La plupart des sports de combat mixtes autorisent en compétition les frappes au sol (appelées ground and pound, notamment en MMA).

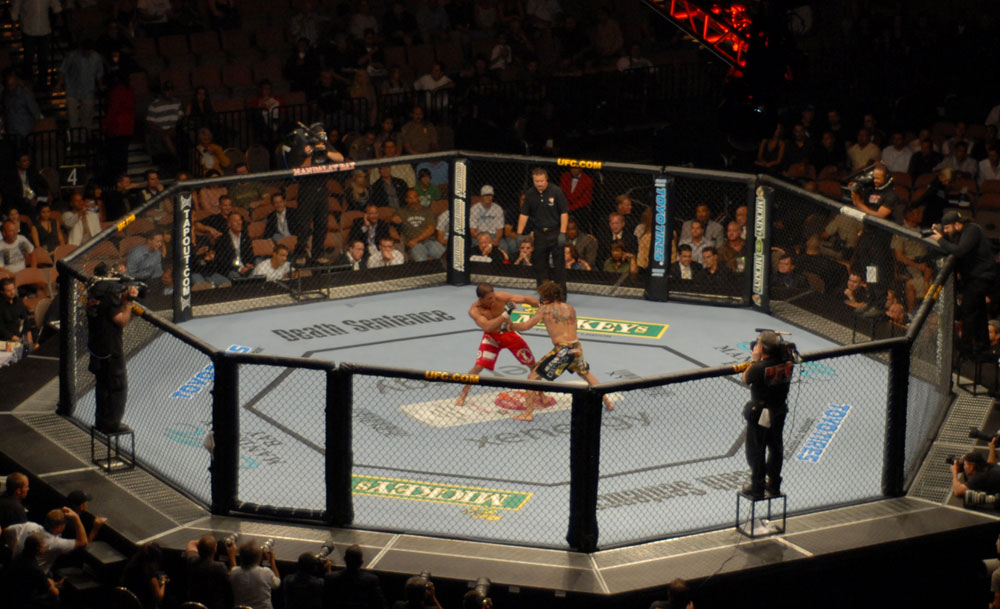
Depuis la création de l'UFC en 1993, les compétitions des sports de combat mixtes sont de plus en plus souvent organisées dans une cage grillagée servant d'aire de combat de forme octogonale, plutôt que dans un ring de boxe carré ou sur un tapis de lutte.

Un sport de combat de percussion-préhension  ou sport de combat mixte comporte à la fois des techniques de percussion (appelées frappe ou striking) et de préhension (appelées lutte ou grappling). Cette dénomination des années 1990 du monde universitaire désigne les sports de combat codifiés permettant l’utilisation de certaines techniques corporelles pour conjointement percuter des cibles corporelles et contrôler physiquement, amener au sol et soumettre l’opposant, dans un espace et une durée définie dans le cadre d'une compétition sportive. La dénomination utilisée préalablement depuis les années 1970, est lutte de contact (A. Delmas, 1973).
On les distingue des sports de combat de percussion et des sports de combat de préhension, ainsi que des sports de combat avec armes.

## Technique
Certains sports de combat se situent à la lisière des sports de combat de percussion et des sports de combat mixtes car utilisant percussion, saisies et projections mais sans continuer l’échange au sol. Ce qui est le cas pour : la boxe birmane (lethwei), la boxe thaïe (muaythaï) et le sanda (boxe chinoise).
Parmi les sports de combat dits « mixtes » (percussion et préhension à la fois), les plus connus, on trouve :
- La Boxe Libre
- Combat libre (luttes qui associent des techniques de percussion)
  - Arts martiaux mixtes (MMA)
  - Vale Tudo
  - Sanda / Sanshou / Shoubo

- Shoot wrestling
  - Pancrace se distinguant comme l'ancêtre de ce type de pratique sportive
  - Lutte contact (réglementation française)
  - Shooto

- Sambo de combat "Boevoe Sambo" : issu des pratiques de self-défense russes

- Yoseikan Budo
- Lutte sénégalaise

## Sources
- Alain Delmas, 1. Lexique de la boxe et des autres boxes (Document fédéral de formation d’entraîneur), Aix-en-Provence, 1981-2005 – 2. Lexique de combatique (Document fédéral de formation d’entraîneur), Toulouse, 1975-1980
- Patrick Lombardo, Encyclopédie mondiale des arts martiaux, Éditions E.M., Paris, 1997
- Gabrielle & Roland Habersetzer, Encyclopédie des arts martiaux de l'Extrême-Orient, Ed. Amphora, Paris, 2000